# Majhakot (Jajarkot)
Majhakot (nep. मजकोट) – gaun wikas samiti w zachodniej części Nepalu w strefie Bheri w dystrykcie Jajarkot. Według nepalskiego spisu powszechnego z 2001 roku liczył on 1156 gospodarstw domowych i 6106 mieszkańców (3025 kobiet i 3081 mężczyzn).